# 김기훈 (아나운서)
김기훈은 프리랜서 아나운서 겸 스포츠 캐스터이다.
인스타그램
김기훈 팬카페

## 주요 활동
- TBN 경인교통장송 경인매거진 진행
- TBN 경인교통방송 달리는 라디오 진행
- TBN 경인교통방송 TBN차차차 진행
- TBN 경인교통방송 지금 경인은 김기훈입니다 진행
- TBN 경인교통방송 뷰티풀 라디오 진행
- TBN 경인교통방송 4시의 음악산책 진행
- D3 포켓볼리그 및 캐롬 클럽 왕중왕전 등 스포츠 캐스터
- 두나무 한국 프로탁구리그 캐스터
- 아프리카TV 해외농구 공식 중계방송 스포츠 캐스터
- SK브로드밴드 인천방송 풋볼앤토크
- SK브로드밴드 인천방송 제102주년 3.1절 기념식 특집 생방송
- 티브로드 인천 - 2020년 제21대 국회의원선거 개표방송
- 티브로드 인천 - 2019 동구 구민의 날/화도진 축제 기념 특집 생방송
- 티브로드 인천 - 2019 제100주년 3.1절 기념식 특집 생방송
- 2019 광주FINA세계마스터즈수영선수권대회 장내 아나운서(OWS)
- 2019 광주FINA세계수영선수권대회 장내 아나운서(OWS)
- 2018 평창 동계올림픽 장내 아나운서(바이애슬론)
- 2018 평창 동계패럴림픽 장내 아나운서(바이애슬론)
- 2012년 대한체육회 Ksports TV에서 스포츠 캐스터로서의 활동을 시작해 현재까지 총 60개 종목을 중계해왔다.

국내 경기로는 전국체육대회, 전국동계체육대회, 전국소년체육대회, 프로농구, K리그, 풋살(FK리그 및 FK컵), 대학농구리그 및 대학배구리그 5시즌 등이 있다.
| 하계   | 동계   | 소년   |
| ------ | ------ | ------ |
| 제93회 | 제94회 | 제42회 |
| 제94회 | 제95회 | 제43회 |
| 제95회 | 제96회 | 제44회 |
| 제96회 |        | 제45회 |

국제 경기 및 대회로는 아시아퍼시픽 대학농구챌린지, 요넥스 레전드 비전 레거시 투어(배드민턴), 서울 세계시각장애인대회, 인천 장애인 아시아경기대회, 세계 주니어 트랙사이클 선수권대회, 해외축구(이탈리아 세리에A, 잉글랜드 FA컵, 프랑스 리그앙, 포르투갈, 호주 일본J1리그 등) 등을 중계한 바 있다.

## 생애
창영초등학교 학생회 회장, 부회장 

화도진중학교 학생회 회장, 부회장 

제물포고등학교 학생회 회장, 부회장 

인천대학교 법과대학 학생회 기획국장 

KOCUN 스위스 제네바 유엔인권인턴십 참가 

| 초5    | 초6  | 중2    | 중3  | 고2    | 고3  |
| ------ | ---- | ------ | ---- | ------ | ---- |
| 부회장 | 회장 | 부회장 | 회장 | 부회장 | 회장 |

## 전공
인천대학교 법과대학 법학과